# UEFA Cup finalen 1997
UEFA Cup finalen 1997 var to fodboldkampe som skulle finde vinderen af UEFA Cup 1996-97. De blev spillet den 7. og 21. maj 1997 imellem tyske Schalke 04 og italienske Internazionale Milano.
Kampene var kulminationen på den 26. sæson i Europas næststørste klubturnering for hold arrangeret af UEFA siden etableringen af UEFA Cup i 1971. For Schalke var det første og eneste gang at klubben er nået frem til en europæisk finale. Det var Inters tredje finale i turneringen, efter af de havde vundet i 1991 og 1994. 
Schalke vandt samlet efter straffesparkskonkurrence. I den første kamp hjemme på Parkstadion i Gelsenkirchen vandt man 1-0 på mål af belgieren Marc Wilmot. I returkampen 14 dage efter på Stadio Giuseppe Meazza i Milano fik Inter Milano udlignet tyskernes føring, da den chilenske angriber Iván Zamorano i det 84. minut scorede til 1-0. Efter forlænget spilletid og samlet 210 minutters fodbold, måtte holdene ud i straffesparkskonkurrence. Efter at italienerne havde brændt to ud af de første tre forsøg, samtidig med at tyskerne scorede på deres fire første forsøg, kun Schalke 04 for første gang hæve et europæisk trofæ. 
Det var den sidste finale i UEFA Cuppen som blev afviklet over to kampe. Fra 1998 skulle finalen afvikles på kun én kamp på neutral bane. 

## Kampene

### 1. kamp
| 7. maj 1997 20:45 |

| Schalke 04  | 1 – 0   | Inter Milano |
| ----------- | ------- | ------------ |
| Wilmots 70' | Rapport |              |

| Parkstadion, Gelsenkirchen Tilskuere: 56.824 Dommer: Marc Batta (Frankrig) |

### 2. kamp
| 21. maj 1997 20:45 |

| Inter Milano | 1 – 0 (e.f.s) | Schalke 04 |
| ------------ | ------------- | ---------- |
| Zamorano 84' | Rapport       |            |

| Stadio Giuseppe Meazza, Milano Tilskuere: 81.675 Dommer: José García-Aranda (Spanien) |

|                           |       | Straffesparkskonkurrence     |  |
| Zamorano Djorkaeff Winter | 1 – 4 | Anderbrügge Thon Max Wilmots |  |